# Commelina indehiscens
Commelina indehiscens är en himmelsblomsväxtart som beskrevs av E.Barnes. Commelina indehiscens ingår i släktet himmelsblommor, och familjen himmelsblomsväxter. Inga underarter finns listade.